# Parvilucina clenchi
Parvilucina clenchi is een tweekleppigensoort uit de familie van de Lucinidae. De wetenschappelijke naam van de soort is voor het eerst geldig gepubliceerd in 1968 door Van Regteren Altena.